# Лимфоцит
Лимфоцитите са негранулирани бели кръвни клетки част от имунната система при гръбначните. При наблюдение със светлинен микроскоп, лимфоцитите може да се разделят на два вида – големи лимфоцити, които включват NK-клетките и малки лимфоцити, тук спадат T- и В-клетките.

## Видове
Известни са три основни класа лимфоцити Т-клетки, В-клетки и NK-клетки.

### NK-клетки
NK-клетки са част от вродения имунитет и играят основна роля при защитата на организма от неопластично трансформирани (туморни) клетки и клетки, заразени с вирус. NK клетките разграничават нормалните от туморните и вирусно заразените като разпознават промяна в повърхностната молекула наречена MHC (главен комплекс за тъканна съвместимост) клас I. NK клетките се активират от семейство цитокини наречени интерферони. Активираните NK клетки освобождават цитотоксични гранули съдържащи гранзим и перфорин, които унищожават клетката мишена. Наричат се естествени убийци, защото след като веднъж са активирани не се нуждаят от допълнителна стимулация и убиват всяка срещната клетка, която не успее да им представи правилно експресиран MHC I.

### T-клетки и B-клетки
T- и B-клетките са главния компонент на адаптивния (придобития) имунитет. T-клетките са отговорни за осъществяването на клетъчно-медиирания имунитет докато B-клетките са основния играч при хуморалния имунен отговор, произвеждайки антитела. Функцията на T- и B-клетките е да разпознават и унищожават „чужди“ антигени.

## Характеристики
| Клас           | Функция                                                                       | Дял            | Фенотипен маркер                        |
| NK клетки]]    | Лизис на вирусно инфектирани и туморни клетки                                 | 7% (2 – 13%)   | CD16, CD56 без CD3                      |
| T CD4+         | Освобождаване на цитокини и растежни фактори регулиращи другите имунни клетки | 46% (28 – 59%) | T клетъчен рецептор (TCR) αβ, CD3 и CD4 |
| T цитотоксични | Лизис на вирусно инфектирани и туморни клетки                                 | 19% (13 – 32%) | T клетъчен рецептор (TCR) αβ, CD3 и CD8 |
| γδ T клетки    | Имунорегулация и цитотоксичност                                               |                | T клетъчен рецептор (TCR) γδ и CD3      |
| B клетки       | Секреция на антитела                                                          | 23% (18 – 47%) | MHC клас II, CD19 и CD21                |